# 谷口弘晃
谷口 弘晃（たにぐち ひろあき、1993年1月18日 - ）は、日本のプロレスラー。

## 経歴
- 2015年2月21日、プロレスリング紫焔大阪府立体育会館第2競技場大会の対内田祥一戦でデビュー。

## 得意技
スクリューパワースラム
チョークスラム
ネックハンギングボム
ラリアット

## タイトル歴
- 紫焔シングル王座
- 紫焔タッグ王座
- 紫焔6人タッグ王座
- VKF KING of WRESTLE NANIWA王座
- DOVE世界ヘビー級王座